# Hypolimnas egna
Hypolimnas egna är en fjärilsart som beskrevs av Hans Fruhstorfer 1912. Hypolimnas egna ingår i släktet Hypolimnas och familjen praktfjärilar. Inga underarter finns listade i Catalogue of Life.